# Joe Butterfly
Joe Butterfly è un film del 1957 diretto da Jesse Hibbs.
È un film commedia statunitense con Audie Murphy, George Nader e Keenan Wynn. È la prima e unica commedia pura interpretata da Murphy. È basato sulla commedia teatrale scritta da Evan Wylie e Jack Ruge.

## Produzione
Il film, diretto da Jesse Hibbs su una sceneggiatura di Jack Ruge, Sy Gomberg, Marion Hargrove e Jack Sher con il soggetto dello stesso Ruge e di Evan Wylie (autori del lavoro teatrale), fu prodotto da Aaron Rosenberg per la Universal International Pictures e girato negli Universal Studios a Universal City in California.
Il film fu girato in parte anche a Hong Kong e in Giappone. Secondo il co-sceneggiatore Sy Gomberg, Audie Murphy risultò un attore estremamente scomodo per l'interpretazione in una commedia. Tuttavia, il film fu un enorme successo in Giappone, in parte grazie all'ammirazione del pubblico giapponese nei confronti di Murphy, e in parte grazie alla rappresentazione gioviale dei giapponesi nel film. Dopo la fine delle riprese, Murphy portò a casa una ragazza giapponese quattordicenne che rimase con i Murphy e che frequentò la scuola negli Stati Uniti.

## Distribuzione
Il film fu distribuito negli Stati Uniti dal 29 maggio 1957 al cinema dalla Universal Pictures.
Alcune delle uscite internazionali sono state:
- in Francia il 17 luglio 1957 (Joe Butterfly)
- in Austria nel marzo del 1958 (Die Rose von Tokio)
- in Germania Ovest nel marzo del 1958 (Die Rose von Tokio)
- in Svezia il 18 agosto 1958 (Här kommer vi)
- in Finlandia il 3 aprile 1959 (Joe Butterfly järjestää kaiken)
- in Grecia (Pente kommandos sto Tokyo)
- in Italia (Joe Butterfly)

## Promozione
La tagline è: "The Uproarious Saga of Those Hilarious Heroes Who Took Tokyo in a Storm of Laughter with their Riotous Operation Kimono!".

## Critica
Secondo il Morandini il film è una "variazione, al limite del plagio, de La casa da tè alla luna d'agosto" e risulta "blandamente divertente nonostante la bravura degli interpreti".